# Nicolaas Pierson
Nicolaas Gerard Pierson (7. února 1839 Amsterdam – 24. prosince 1909 Heemstede) byl nizozemský ekonom a politik, v letech 1897 až 1901 předseda vlády. Byl též ministrem financí v letech 1891–1894 a 1897–1901 a prezidentem De Nederlandsche Bank, nizozemské centrální banky, v letech 1885–1891. Byl reprezentantem strany Liberální unie (Liberale Unie).

## Život
Dva z jeho bratrů, Allard a Hendrik Piersonovi, se stali slavnými teology. Navštěvoval francouzskou školu v Amsterdamu v letech 1845 až 1853. V roce 1853 navštěvoval anglickou školu v Bruselu, ale o rok později přešel na obchodní školu v Amsterdamu, kde vystudoval politickou ekonomii. Absolvoval v roce 1864.
Již během studií podnikal, v letech 1860 až 1861 pracoval v otcově sklářském obchodě a v letech 1861 až 1864 vlastnil obchod s koloniálním zbožím Beckman en Pierson. Krátce před svou promocí se stal generálním ředitelem De Surinaamsche Bank. Dne 15. ledna 1885 byl královským dekretem jmenován prezidentem De Nederlandsche Bank. V letech 1864 až 1868 vyučoval politickou ekonomii na obchodní škole v Amsterdamu a v letech 1877 a 1885 politickou ekonomii a statistiku na univerzitě v Amsterdamu. Publikoval rovněž odborné práce, jeho hlavními texty byly Grondbeginselen der Staathuiskunde a Leerboek der Staathuiskunde. V roce 1883 se stal členem Královské nizozemské akademie věd.
Roku 1891 byl prvně zvolen poslancem sněmovny (držel mandát až do roku 1909) a záhy byl jmenován ministrem financí. V roce 1897 se stal premiérem. Během svého více než čtyřletého působení v čele vlády reformoval systém daně z příjmu právnických osob a daně z majetku. Jeho vládní tým vešel do dějin jako "kabinet sociální spravedlnosti", neboť přijal řada opatření zlepšujících ochranu dělníků a sociálně slabých. Místní úřady byly nuceny "stanovit minimální požadavky na bezpečné bydlení". Úrazové pojištění (zavedené zákonem z roku 1901) se stalo povinným pro všechny průmyslové dělníky. Vláda též zakázala užívání bílého fosforu v továrnách, protože způsoboval nekrózy u pracovníků, kteří s ním manipulovali. Zákon z roku 1900 stanovoval povinnou šestiletou školní docházku, i když výjimky byly uděleny zemědělcům. Zákon o vodním hospodářství z roku 1900 obsahoval pravidla "pro hospodaření s vodou, správu a údržbu vodohospodářských staveb a prevenci povodní". Zákony o dítěti (1901) obsahovaly ustanovení "o možnosti zbavit rodiče rodičovské autority" a snižovali věk plnoletosti na 21 let. Bylo zavedeno povinné očkování a státní systém rozvodu vody kvůli boji proti infekčních nemocem. Jeho vláda rovněž založila Nizozemský statistický úřad.
Proslul svou polemikou s marxisty (zejména Karlem Kautským), kterou ale proslavil svou citací až Friedrich von Hayek.